# Chileanoscopus hamulus
Chileanoscopus hamulus är en insektsart som beskrevs av Freytag och Morrison 1969. Chileanoscopus hamulus ingår i släktet Chileanoscopus och familjen dvärgstritar. Inga underarter finns listade i Catalogue of Life.